# Дніпровський державний університет внутрішніх справ
Дніпровський держа́вний університе́т вну́трішніх справ — заклад вищої освіти системи МВС України в м. Дніпро.

## Історія
Університет заснований 16 березня 1966, як Дніпропетровська спеціальна середня школа міліції МВС СРСР. В 1992 вона була реорганізована в Дніпропетровське училище міліції МВС України. 1 вересня 1997 училище міліції було перетворено у вищий навчальний заклад — Дніпропетровський юридичний інститут МВС України. 1998 р. заклад з вул. Артема, 147 переїхав до приміщень колишнього Дніпропетровського військового зенітно-ракетного училища за адресою просп. Гагарина, 26. В 2001 на базі інституту створено Юридичну академію МВС України, яку в 2005 було реорганізовано в Дніпропетровський державний університет внутрішніх справ. Сьогодні університет — це вищий навчальний заклад IV-го рівня акредитації, потужний науково-навчальний комплекс Придніпровського регіону України. У 2016 році Дніпровський державний університет внутрішніх справ визнано кращим навчальним закладом регіону в галузі права.

## Структура
Дніпровський державний університет внутрішніх справ є закладом вищої освіти МВС України зі специфічними умовами навчання. За час свого існування заклад пройшов шлях від Дніпропетровської спеціальної середньої школи міліції до Дніпропетровського державного університету внутрішніх справ, який було засновано 8 вересня 2005 року. У травні 2024 року наказом МВС від 08.05.2024 № 298 університет було перейменовано на Дніпровський державний університет внутрішніх справ.
На сьогодні ДДУВС є одним із провідних закладів вищої освіти у системі МВС. Кількість випускників  у статусі закладу вищої освіти – понад 35 тисяч. 
Основними навчальними підрозділами є 2 навчально-наукових інститути, 2 факультети, інститут післядипломної освіти та заочного навчання. Освітню та наукову діяльність університету забезпечують 20 кафедр. Університет відповідно до ліцензії проводить підготовку здобувачів вищої освіти за спеціальностями:  051 Економіка, 053 Психологія, 073 Менеджмент, 081 Право, 262 Правоохоронна діяльність, 281 Публічне управління та адміністрування, 291 Міжнародні відносини, суспільні комунікації та регіональні студії. Здобувачам запропоновані загально-юридичні дисципліни та спеціальні дисципліни, які викладаються виключно у закладах вищої освіти МВС. ДДУВС забезпечує повний цикл підготовки.
- Навчально-науковий інститут підготовки фахівців для підрозділів превентивної діяльності Національної поліції України;
- Навчально-науковий інститут права та інноваційної освіти;
- Інститут післядипломної освіти та заочного навчання;

- Факультет підготовки фахівців для підрозділів кримінальної поліції Національної поліції України;
- Факультет підготовки фахівців для органів досудового розслідування Національної поліції України;
- Центр первинної професійної підготовки «Академія поліції»
- Дніпровський ліцей безпекового спрямування та національно-патріотичного виховання імені Олександра Гостіщева Дніпровського державного університету внутрішніх справ

## Дніпровський ліцей безпекового спрямування та національно-патріотичного виховання імені Олександра Гостіщева Дніпровського державного університету внутрішніх справ
Дніпровський ліцей безпекового спрямування та національно-патріотичного виховання імені Олександра ГОСТІЩЕВА Дніпровського державного університету внутрішніх справ є закладом спеціалізованої освіти, що забезпечує здобуття профільної середньої освіти, формування в молодого покоління високої патріотичної свідомості, забезпечення всебічного гармонійного розвитку особистості, формування в ліцеїстів поваги до законодавства та готовності до служіння українському народові. Спеціалізована освіта безпекового спрямування та національно-патріотичного виховання передбачає: засвоєння здобувачами освіти освітньої програми безпекового спрямування, набуття ними відповідних компетентностей, формування та розвиток індивідуальних здібностей.
Ліцей є державним закладом загальної середньої освіти ІІІ ступеня, який забезпечує здобуття ліцеїстами профільної середньої освіти відповідно до здібностей, обумовлених орієнтацією на майбутню професію, зокрема в органах сектору безпеки й оборони.
Місія Ліцею – надати якісну освіту дітям, насамперед тим, батьки яких загинули (померли) чи зникли безвісти, стали особами з інвалідністю внаслідок поранення (контузії, травми, каліцтва) під час виконання службових обов’язків, брали та беруть безпосередню участь у здійсненні заходів із забезпечення національної безпеки і оборони, відсічі і стримуванні збройної агресії російської федерації проти України.

## Інфраструктура
Університет має єдину централізовану інфраструктуру у місті Дніпро загальною площею 11,3 гектара. Навчання відбувається в шестиповерховому навчально-лабораторному корпусі.

## Співпраця
У 2018 році ДДУВС вступив в Асоціації Європейських Поліцейських Коледжів (AEPC) і активно співпрацює в області підготовки поліцейських протягом п'яти років. Університет є членом Міжнародної Асоціації Університетів (IAU) та вступив до системи Всесвітньої бази даних вищої освіти (WHED) у листопаді 2022 року. ДДУВС офіційно став учасником світового рейтингу університетів QS (QS World University Rankings) з 10 лютого 2023 року.
З урахуванням спеціалізації в області підготовки юридичних кадрів університетом, в рамках міжнародної співпраці, налагоджені двосторонні зв'язки з 37 навчальними закладами, науковими організаціями та поліцейськими установами 15 країн близького зарубіжжя, Європи та Північної Америки, підписано угоди про співробітництво із 13 партнерами, серед яких:
- Школа підготовки агентів поліції імені Василя Ласкара (м. Кампіна, Румунія);
- Університет Південної Юти (Юта, Сполучені Штати Америки);
- Коледж Бровард (Флорида, Сполучені Штати Америки);
- Вища школа управління охороною праці в Катовицях (Польща);
- Університет ім. Яна Кохановського (м. Кієльц, Польща);
- Академія «Штефан Чел Маре» МВС Республіки Молдови;
- Грузинський технічний університет (м. Тбілісі, Грузія);
- Universitat Jaume I (м. Кастелло, Іспанія);
- Академія Міністерства внутрішніх справ Грузії (м. Тбілісі, Грузія);
- Університет економіки у Бидгощі (Польща);
- Академія МВС Республіки Болгарія (м. Софія, Болгарія);
- Академія поліцейських сил у Братиславі (Словаччина);
- Литовська школа поліції (м. Каунас, Литва);
- Університет Вітаутаса Великого (м. Каунас, Литва).

Університет тісно співпрацює з Центром Міжнародних Юридичних Студій (м. Зальцбург, Австрія), Спеціальною Моніторинговою Місією ОБСЄ в Україні, Консультаційною Місією Європейського Союзу в Україні, університетами «Регент» та «Ліберті» (Вірджинія, США), Варшавським університетом, Міжнародною організацією «Еммануїл» (США), Фондом народонаселення ООН.

## Персоналії

### Начальники
полковник міліції Сваволя Василь Олексійович (1966—1973)
полковник міліції Путов Анатолій Васильович (1973—1986)
полковник міліції Зайченко Григорій Андрійович (1986—1997)

### Ректори
полковник міліції (згодом генерал-майор міліції, з 20.08.2008 — генерал-лейтенант міліції) Негодченко Олександр Володимирович (1997—2011)
генерал-майор міліції Алфьоров Сергій Миколайович (2011—2014)
полковник міліції (поліції) Лошицький Михайло Васильович (2015)
генерал-майор міліції Глуховеря Віталій Андрійович (2015—2017)
полковник поліції Фоменко Андрій Євгенович (2017—2023)
полковник поліції Моргунов Олександр Анатолійович (з серпня 2023 р.)

### Викладачі
- Богатирьов Іван Григорович
- Балабан Сергій Миколайович
- Грицай Ірина Олегівна
- Заруба Віктор Миколайович
- Коміссаров Сергій Анатолійович
- Коржанський Микола Йосипович
- Корнієнко Михайло Васильович
- Лень Валентин Валентинович
- Медяник В'ячеслав Анатолійович
- Мисливий Володимир Андрійович
- Недря Кирило Михайлович
- Припутень Дмитро Сергійович
- Фрицький Олег Федорович

### Випускники
Див. Категорія:Випускники Дніпропетровського державного університету внутрішніх справ